# That Man Oh Soo
That Man Oh Soo (hangul=그남자 오수, RR= Geunamja Osu) es una serie surcoreana de fantasía transmitida del 5 de marzo del 2018 hasta el 24 de abril del 2018 a través de OCN. La serie es protagonizada por Lee Jong-hyun y Kim So-eun.

## Sinopsis
La historia de dos personas que se enamoran una de la otra debido a la posesión mágica de polen de "Cupido".

## Reparto

### Principal
- Lee Jong-hyun[4] como Oh Soo, un prometedor ingeniero con un PhD en inteligencia artificial. Es también dueño de una cafetería y barista.
  - Seo Eun-yool como Oh Soo (de pequeño).
- Kim So Eun como Seo Yoo-ri, una agente de policía local que es el sostén de su familia.

### Secundario
- Kang Tae-oh como Kim Jin-woo, un maestro de secundaria de educación física.
- Heo Jung-min como Oh Ga-na, el hermano mayor de Oh Soo.
- Park Geun-hyung como Oh Man-soo, el abuelo de Oh Soo.
- Lee Hye-ran como Yoon Che-ri, una veterinaria.
- Yoo Il como Park Min-ho, el ex-novio de Yoo-ri.
- Park Na-ye como Seo Soo-jeong.
- Kim Ho-jung.
- Kim Yeon-seo como Hyo-jin, una ex-Miss Corea que se enamora de Oh Soo e intenta ganárselo.
- Choi Dae-chul como el CEO Nam Ji-seok.
- Jung Young-joo como Hye-sook.[5]

### Apariciones especiales
- Kim Ho-jung como Virgin Bodhisattva.
- Won Ki-joon como el padre de Oh Soo.
- Ko In-beom
- Han Bo-reum como la novia de Oh Ga-na. (ep. 1)

## Episodios
Los episodios se emitieron todos los lunes y martes a las 21:00 (KST).

## Producción
Las filmaciones para pre-producir la serie en su totalidad están planificadas para empezar en diciembre de 2017.
La serie será emitida por la OCN a partir del 5 de marzo de 2018 y reemplazará a la serie Longing Heart.

## Música
El OST de la serie está conformado por las siguientes canciones:

### Parte 6
| No. | Intérprete | Canción             | Letra | Música | Duración |
| --- | ---------- | ------------------- | ----- | ------ | -------- |
| 1   | Victon     | "Celebrate"         | -     | -      | 3:54 min |
| 2   |            | "Celebrate" (Inst.) | -     | -      | 3:56 min |